# عقد 1300
عقد 1300 هو عقد امتد بين 1 يناير 1300 و31 ديسمبر 1309 بحسب التقويم الميلادي. سبقه عقد 1290 ولحقه عقد 1310.

## أحداث
- معركة بافيوس (1302)
- معركة أمروها (1305)
- معركة الرماح الذهبية (1302)
- قائمة قرارات مجلس أمن الأمم المتحدة من 1301 إلى 1400 (1301)

## مواليد
- كاثرين الثانية، إمبراطورة اللاتينية (1301)
- طرخان بك (1301)
- محمد شاه (1301)
- بايزيد باشا (1301)
- ضياء الدين النخشبي (1301)
- المتوكل على الله الأول (1301)
- تغلق خان (1301)
- نظام الدين عبيد زاكاني (1301)
- عمر الواثق بالله (1301)
- أبو نصر سعد بن علي (1301)
- ابن كثير الدمشقي (1301)

## وفيات
- العادل زين الدين كتبغا (1303)
- دانييل ألكسندروفيتش (1303)
- ابن دقيق العيد (1302)
- بطرس بسكوال (1300)
- تشيمابو (1302)
- أبو عبد الله محمد الثاني (1302)
- زاهد الجيلاني (1301)
- بلانش من أرتوا (1302)
- أرنولفو دي كامبيو (1302)
- فيولانتي من أراغون (1301)
- الحاكم بأمر الله الأول (1302)

## كتب
- Yves Denis Papin (1998). Chronologie de l'histoire ancienne. Lieu de publication non identifié: Éditions Jean-paul Gisserot. ISBN:2-87747-346-5. OCLC:40746926. مؤرشف من الأصل في 2022-03-16.
- موسوعة حضارة العالم (2002) لأحمد محمد عوف.

## روابط خارجية
- تصفح سنة بسنة عقد 1300 على موقع onthisday.com
- تصفح سنة بسنة عقد 1300 ابتداءً من سنة عقد 1300 على موقع المكتبة الوطنية الفرنسية